# 文化の日
文化の日（）は、日本の国民の祝日の一つである。日付は11月3日。1946年11月3日の日本国憲法公布を記念して制定された。

## 概要

### 歴史

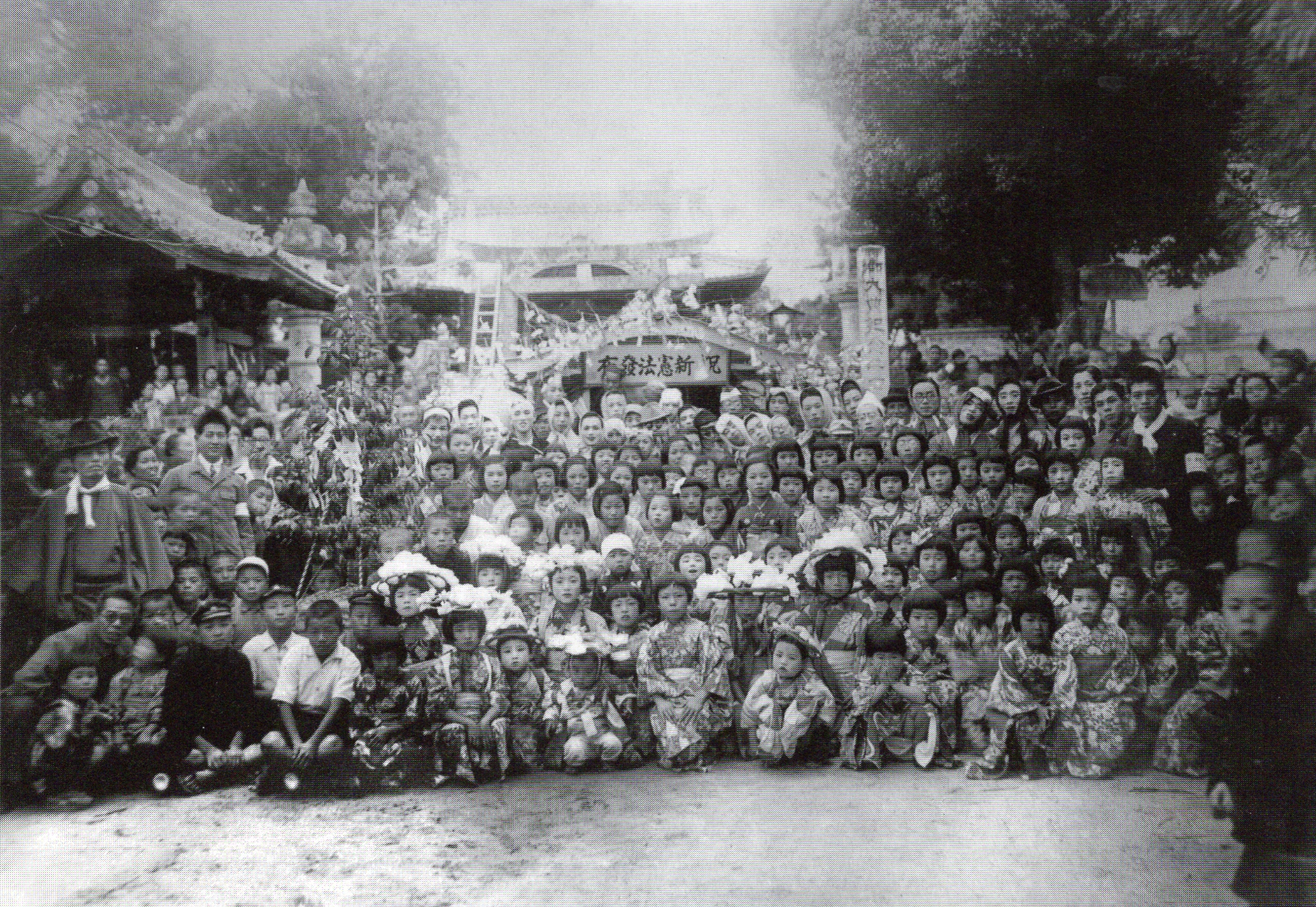
憲法公布を祝い神社に集う人々（1946年11月3日、愛知県岡崎市）

文化の日は、国民の祝日に関する法律（祝日法、昭和23年7月20日法律第178号）第2条によれば、「自由と平和を愛し、文化をすすめる」ことを趣旨としている。
1946年（昭和21年）に日本国憲法が公布された日であり、日本国憲法が平和と文化を重視していることから、1948年（昭和23年）に公布・施行された祝日法で「文化の日」と定められた。日本国憲法は、公布から半年後の1947年（昭和22年）5月3日に施行されたため、5月3日も憲法記念日として国民の祝日となっている。
休日としては、1873年（明治6年）に公布された年中祭日祝日の休暇日を定む（明治6年太政官布告第344号）以降1911年（明治44年）までは天長節、1927年（昭和2年）に改正された休日に関する件（昭和2年3月4日勅令第25号）以降1947年（昭和22年）までは明治節として、明治天皇の誕生日による祝日となっている。
祝日法制定当時、参議院文化委員長として祝日法制定の際中心的役割を担った山本勇造（山本有三）が政界引退後に書いた当時の回顧録「文化の日ができるまで」には明治節に関する記述は一切ない。山本によれば、元々、憲法発布は11月1日の予定であったが、施行日がメーデーと重なるという理由で直前に11月3日に変更されたのだという。山本ら参議院側は11月3日を憲法記念日とすることを強硬に主張したが、GHQ側が、11月3日だけは絶対にだめだと主張し、衆議院が5月3日を憲法記念日とすることに同意してしまい、参議院側が孤立する事態になった。そのとき突然GHQ側から、憲法記念日という名でない記念日とするなら何という名がいいか、という話を持ち出してきたという。
1948年（昭和23年）6月18日の参議院文化委員会において、山本は次の通り説明している。
憲法において、如何なる國もまだやつたことのない戰爭放棄ということを宣言した重大な日でありまして、日本としては、この日は忘れ難い日なので、是非ともこの日は残したい。そうして戰爭放棄をしたということは、全く軍國主義でなくなり、又本当に平和を愛する建前から、あの宣言をしておるのでありますから、この日をそういう意味で、『自由と平和を愛し、文化をすすめる。』、そういう『文化の日』ということに我々は決めたわけなのです
また、同年7月4日の参議院本会議においては次の通り説明しており、明治節だからではなく、新憲法、特に戦争放棄を謳った第9条が公布された日であるから祝日としたという説明がなされている。
十一月の三日を文化の日といたしましたのは、これは明治天皇がお生まれになった日であり、明治節の祝われた日でございますが、立法の精神から申しますと、この日は御承知のように、新憲法が公布された日でございます。そうしてこの新憲法において、世界の如何なる國も、未だ曾て言われなかつたところの戰争放棄という重大な宣言をいたしております。これは日本國民にとつて忘れ難い日でありますと共に、國際的にも文化的意義を持つ重要な日でございます。そこで平和を図り、文化を進める意味で、この日を文化の日と名ずけたのでございます。平和の日といたしましてもよいのでありますが、それは別に講和締結の日を予定しておるのでございますので、それを避けたのでございます
また、憲法公布日が11月3日になったことについては、入江俊郎によれば、施行の候補日として挙がっていた5月1日、5月3日、5月5日のうち、5月1日はメーデーであるためふさわしくないと判断され、5月5日は端午の節句であり、男の子の祭りであるから男女平等の憲法にふさわしくないこと、また武の祭りであるから戦争放棄の憲法にふさわしくないと判断されたため、消去法で5月3日に施行することになり、その半年前である11月3日に公布することが決まったとされており、明治節に合わせて公布日を決めたのではないということである。

### 行事
- 皇居で文化勲章の親授式が行われる。
- 海上自衛隊で、基地・一般港湾等に停泊している自衛艦において、満艦飾が行われる。
- 文化の日を中心に、文化庁主催による芸術祭が開催される。
- 博物館や美術館の中には、入館料を無料にしたり、様々な催し物を開催する所もある。
- 日本武道館で全日本剣道選手権大会が開催され、NHK総合テレビジョンで生放送される。

また、この日は晴天になる確率が高い「晴れの特異日」とされる。

## 改称への動き
1948年7月20日に施行された国民の祝日に関する法律により、11月3日は明治節ではなくなり、「文化の日」となった。しかし近年、明治天皇の誕生日へと由来を戻し「明治の日」への改称を目指す動きがある。
2011年10月1日、「明治の日推進協議会」が結成され、集会のチラシがただち全国会議員へ配布された。初代会長には元民社党衆議院議員の塚本三郎が就任した。2016年11月1日、明治の日推進協議会は国会内で集会を開き、祝日法改正を目指すための超党派の議員連盟設立を与野党議員に要請した。集会には自民党の稲田朋美、古屋圭司、民進党（当時）の鷲尾英一郎、無所属の野間健ら国会議員13人が出席した。自民党議員は、日本会議国会議員懇談会会長の古屋を会長とする「明治の日を実現するための議員連盟」を設立した。
明治の日推進協議会会長の塚本は2020年5月20日に死去。後任には日本会議会長の田久保忠衛が就いた。副会長は日本会議元副会長の小田村四郎。そのほか代表委員に日本会議副会長の小堀桂一郎が、参与に櫻井よしこ、日本会議代表委員の板垣正、同政策委員会代表の大原康男、同政策委員の伊藤哲夫らが名を連ねるなど、日本会議との結びつきが強い。同団体広報担当者は「行事開催の告知に日本会議が協力している」と説明している。事務局は新しい歴史教科書をつくる会会長の高池勝彦の事務所に置かれている。
改称について批判的な識者や政治家もいる。宗教学者の島薗進は「戦後、祝日を通して国家神道復興を進める動きが反復されている。政治的に利用される『戦前回帰』の可能性があり、『明治の日』も、いつの間にか国家主義的な方向へと国民の意識を向かわせようとする動きに思えてならない」と述べ、法学者の古関彰一は「憲法が定める国民主権の意味を考えるべきだ。今の時代に『明治の日』などつくれば、世界の笑いものになるのではないか」と懸念を示している。鳩山由紀夫元首相は「『文化の日』は日本を自由と平和を愛する文化の国にするために制定された。明治は教育勅語を奉読させられ、富国強兵の掛け声の下で植民地獲得のために戦争に突入していった時代だ。私は変えることに反対する。」とTwitterで述べている。
2022年4月7日、自民党有志による「明治の日を実現するための議員連盟」は、超党派議連に切り替え、名前はそのままで新たな議員連盟の設立総会を衆議院議員会館で開いた。自民党、立憲民主党、日本維新の会、国民民主党4党などの議員計92人が入会し、会長にはひきつづき古屋が就任した。

## 同じ日付の記念日
- まんがの日 日本漫画家協会と出版社5社が「漫画を文化として認知してもらいたい」と制定。
- レコードの日 日本レコード協会（RIAJ）が「レコードは文化財」として制定。
- 文具の日 東京都文具事務用品商業組合等が「文具と文化は歴史的にみて同義」として制定。
- 関西文化の日